# Megachile hungarica
Megachile hungarica là một loài Hymenoptera trong họ Megachilidae. Loài này được Mocsáry mô tả khoa học năm 1877.